# Xiu Xiu (zespół muzyczny)
Xiu Xiu (IPA [ʃuː ʃuː], shoe-shoe) – amerykański zespół grający muzykę będącą pochodną psychodelii, indie-rocka i innych stylów muzycznych, założony w 2000 roku w San Jose w Kalifornii. Nazwa grupy pochodzi od tytułu filmu Xiu Xiu: The Sent Down Girl. Grupa ma w dorobku 9 albumów studyjnych i jeden koncertowy. W sierpniu 2009 roku grupa wystąpiła podczas festiwalu Unsound.

## Dyskografia
Opracowano na podstawie materiału źródłowego.
Albumy
- Knife Play (2002)
- A Promise (2003)
- Fabulous Muscles (2004)
- La Forêt (2005)
- The Air Force (2006)
- Women as Lovers (2008)
- Xiu Xiu for Life : The first 5 years (2008)
- Dear God, I Hate Myself (2010)[6]
- Always (2012)
- Nina (2013)
- Angel Guts: Red Classroom (2014)
- Unclouded Sky (2014)
- Plays the Music of Twin Peaks (2016)
- Forget (2017)
- Girl with Basket of Fruit (2019)[7]
- Oh No (2021)[8]

Albumy koncertowe
- Life and Live (2005)

Kompilacje
- Fag Patrol (2003)